# Adobe CoolType
CoolType è un software progettato da Adobe per aumentare la leggibilità di un testo su un display LCD a colori, soprattutto per rendere più facile la lettura di un testo lungo, come un eBook.
Come ClearType di Microsoft e Quartz di Apple, CoolType utilizza una tecnica di elaborazione dei sottopixel dei singoli caratteri per ottenere un testo dai contorni ben definiti.
CoolType permette agli editori di eBook e di contenuti digitali in generale di creare pagine leggibili come se fossero state stampate e agli utenti di poter leggere gli eBook senza stancare la vista.